# Кубок Литви з футболу 1992—1993
Кубок Литви з футболу 1992—1993 — 4-й розіграш кубкового футбольного турніру в Литві. Титул вдруге здобув Жальгіріс (Вільнюс).

## Календар
| Раунд        | Дата                      | Матчі | Клуби   |
| ------------ | ------------------------- | ----- | ------- |
| Перший раунд | 19 серпня 1992            | 10    | 26 → 16 |
| 1/8 фіналу   | 25 серпня - 7 жовтня 1992 | 16    | 16 → 8  |
| 1/4 фіналу   | 6-11 листопада 1992       | 8     | 8 → 4   |
| 1/2 фіналу   | 15-19 листопада 1992      | 4     | 4 → 2   |
| Фінал        | 24 червня 1993            | 1     | 2 → 1   |

## Перший раунд
| Команда 1               | Рахунок      | Команда 2                |
| ----------------------- | ------------ | ------------------------ |
| 19 серпня 1992          |              |                          |
| Мастіс (Тельшяй) (2)    | 1:1 пен. 2:3 | Гранітас-Арас (Клайпеда) |
| Роботас (Плунге) (2)    | -:+          | Сакалас (Шяуляй)         |
| Ельма (Анікщяй) (3)     | 0:0 пен. 4:5 | Хемікас (Кедайняй) (2)   |
| Банга (Гаргждай) (2)    | 1:1 пен. 0:2 | Електронас (Таураге)     |
| Айдас (Паневежис) (2)   | +:-          | Мінія (Кретинга)         |
| Інтерас (Вісагінас) (2) | +:-          | Снайге (Алітус)          |
| АФК Вільнюс (2)         | 4:0          | Азотас (Йонава) (2)      |
| Судува (2)              | 0:3          | Інкарас                  |
| Муша (Укмерге) (2)      | 2:3          | РОМАР                    |
| Свейката (Кібартай) (2) | 1:3          | Гележиніс вілкас         |

## 1/8 фіналу
| Команда 1                 | Заг. | Команда 2              | 1-й матч | 2-й матч |
| ------------------------- | ---- | ---------------------- | -------- | -------- |
| 25 серпня - 7 жовтня 1992 |      |                        |          |          |
| АФК Вільнюс (2)           | -:+  | Сіріюс (Клайпеда)      | -:+      | -:+      |
| Сакалас (Шяуляй)          | -:+  | РОМАР                  | -:+      | -:+      |
| Інкарас                   | 1:2  | Жальгіріс (Вільнюс)    | 1:1      | 0:1      |
| Айдас (Паневежис) (2)     | -:+  | Панеріс                | 1:7      | -:+      |
| Гележиніс вілкас          | 4:2  | Хемікас (Кедайняй) (2) | 4:1      | 0:1      |
| Гранітас-Арас (Клайпеда)  | 3:2  | Няріс (Вільнюс)        | 1:1      | 2:1      |
| Електронас (Таураге)      | -:+  | Банга (Каунас)         | 0:3      | -:+      |
| Інтерас (Вісагінас) (2)   | -:+  | Екранас                | 1:2      | -:+      |

## 1/4 фіналу
| Команда 1                | Заг.    | Команда 2        | 1-й матч | 2-й матч |
| ------------------------ | ------- | ---------------- | -------- | -------- |
| 6-11 листопада 1992      |         |                  |          |          |
| Гранітас-Арас (Клайпеда) | 2:2 (ч) | Екранас          | 2:1      | 0:1      |
| Банга (Каунас)           | 8:1     | Гележиніс вілкас | 7:0      | 1:1      |
| Сіріюс (Клайпеда)        | 5:3     | Панеріс          | 4:2      | 1:1      |
| Жальгіріс (Вільнюс)      | 5:1     | РОМАР            | 2:1      | 3:0      |

## 1/2 фіналу
| Команда 1            | Заг. | Команда 2      | 1-й матч | 2-й матч |
| -------------------- | ---- | -------------- | -------- | -------- |
| 15-19 листопада 1992 |      |                |          |          |
| Сіріюс (Клайпеда)    | 1:0  | Екранас        | 1:0      | 0:0      |
| Жальгіріс (Вільнюс)  | 2:0  | Банга (Каунас) | 2:0      | 4:0      |

## Фінал
| 24 червня 1993 |

| Жальгіріс (Вільнюс) | 1:0      | Сіріюс (Клайпеда) |
| ------------------- | -------- | ----------------- |
| Зданчюс 5'          | Протокол |                   |

| Місцевий стадіон, Паланга Глядачів: 1 000 Арбітр: Кестутіс Бірєта |